# Bob Marley
Robert Nesta (Bob) Marley (Nine Miles, 6 februari 1945 – Miami, 11 mei 1981) was een Jamaicaans reggae-artiest. Hij draagt de bijnaam The King of Reggae. Hij was een van de belangrijkste verantwoordelijken voor de doorbraak van reggae buiten Jamaica en gold tevens als belangrijk voorvechter van het rastageloof.
Marley had tijdens de jaren 70 over de hele wereld reggaehits, als No Woman, No Cry en I Shot the Sheriff. Hij bracht reggaealbums uit als Exodus en Uprising. Samen met zijn vrouw Rita Marley is hij een symbool voor de rastafari-beweging.

## Biografie

### Jeugdjaren

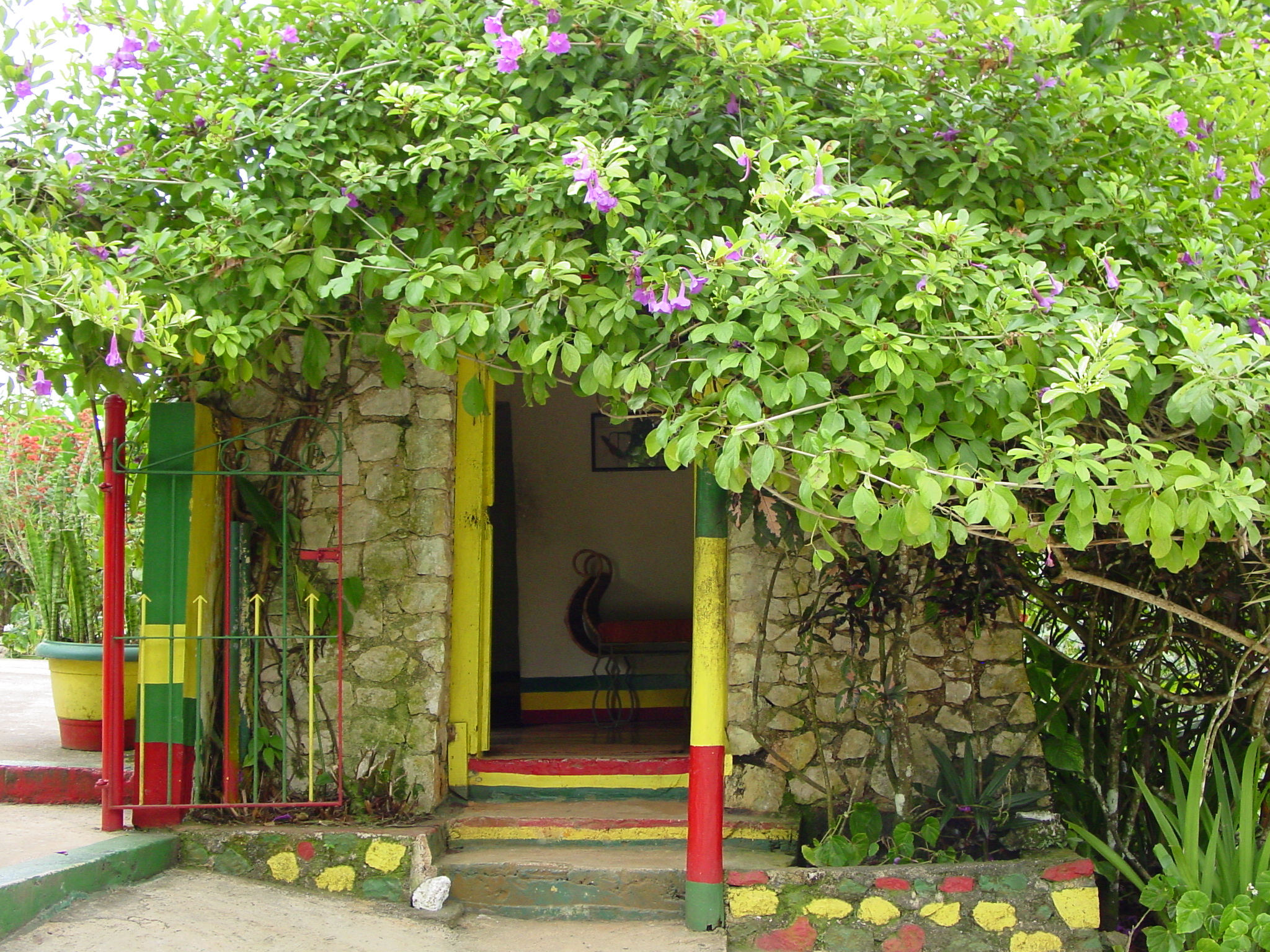
Het huis waar Bob Marley opgroeide

Op 6 februari 1945, twee minuten voor half drie 's nachts, werd op Jamaica in Nine Miles, provincie Saint Ann, Robert Nesta Marley geboren. Zijn moeder, het toen 18-jarige tienermeisje Cedella Malcolm, was van Afrikaanse afkomst; zijn vader, de 60-jarige witte kapitein in het leger Norval Marley, had Engelse ouders. Norval was opzichter voor de Britse koloniale macht op het gebied van landbouw. Marley zag zijn vader, die overleed toen hij tien was, slechts sporadisch. Volgens zijn moeder had Marley zijn zachtaardige karakter en geringe lichaamslengte geërfd van zijn vader. Eind jaren vijftig verhuisde zijn moeder op zoek naar werk naar Trenchtown, een sloppenwijk van Kingston. Marley ging met haar mee.
Marley sprak veel over muziek met zijn neef, een voormalige gitarist. Op zijn tiende, terwijl hij nog naar school ging, verdiende hij soms wat geld met zingen op straat. Zijn gitaar maakte hij van afvalhout. Ofschoon hij niet slecht op school was, voetbalde hij liever.

### The Wailers
In 1962, het jaar van Jamaica's onafhankelijkheid, nam Bob Marley solo zijn eerste single op: Judge Not. Later dat jaar volgden nog twee andere nummers, echter zonder succes. Na enige tijd met Bunny Livingston te hebben opgetrokken, richtten de twee samen met Peter Tosh, een andere jongen uit de buurt, een groep op: de Wailing Rudeboys. Die naam veranderde vervolgens in The Wailing Wailers, om uiteindelijk in The Wailers te eindigen. Hun eerste opname was Simmer Down (1964) voor het label Studio One van Clement "Coxsone" Dodd, een van de succesvolste producers van dat moment. Het nummer sloeg al snel aan en vanaf dat moment waren The Wailers niet langer weg te denken uit de Jamaicaanse hitlijsten. Deze eerste nummers van The Wailers waren gebaseerd op de populaire dansmuziek ska. De relatie tussen The Wailers en hun producer verslechterde na enkele jaren: niet alleen bleven de rechten voor de nummers in handen van Clement Dodd, maar hij betaalde hun slechts een fractie van datgene wat hijzelf aan hun hits verdiende. Ontevreden over deze situatie richtten The Wailers in 1967 hun eigen muzieklabel op.
Bob Marley trouwde op 10 februari 1966 met Rita Anderson; een jaar later werd hun eerste kind geboren. Vanaf het midden van de jaren 60 kreeg Marley belangstelling voor de Rastafari-beweging, onder invloed van Rita bekeerde hij zich in 1967 van het christendom tot deze geloofsrichting. Hij zou later uitgroeien tot een van de bekendste uitdragers van dat geloof.
In deze periode brachten The Wailers op Jamaica zonder succes albums uit als Soul Rebel en Soul Revolution Part I/II.
1972 was een goed jaar voor The Wailers. In Londen ontmoetten ze Chris Blackwell, eigenaar van Island Records. Hij kende wat muziek van The Wailers en was onder de indruk van hun stoutmoedige, zelfverzekerde houding. Hij bood hen een contract en een bedrag van 4000 pond om een album op te nemen. Het was voor het eerst in de geschiedenis dat een gerenommeerd label een platencontract aan een reggaeband gaf. The Wailers keerden terug naar Jamaica en gingen onmiddellijk aan de slag in de studio. Het eerste opgenomen album Catch a Fire was aanvankelijk geen groot succes. Er werden in een jaar tijd maar 14.000 exemplaren van verkocht. Voordien verscheen reggae alleen op singles of goedkope compilatiealbums en werd buiten Jamaica meestal als een vorm van novelty-muziek beschouwd.
In oktober 1973 werd het album Burnin' uitgebracht. Het bevatte de hitsingle I Shot The Sheriff (een jaar later had Eric Clapton er een internationale hit mee) en het bekende protestlied Get Up, Stand Up. Het album was een groter succes dan Catch a Fire.
In 1973 verlieten zowel Peter Tosh als Bunny Livingston de groep om een solocarrière op te bouwen.
Bob Marley richtte zijn eigen label Tuff Gong op, waar zijn albums vanaf nu onder werden uitgebracht.

### Internationaal succes

Bobs naam op de Walk of Fame

In 1974 gaf Marley The Wailers een nieuw aanzien. Doordat de vocale ondersteuning van Peter en Bunny wegviel, besloot Bob om zangeressen Rita Marley, Marcia Griffiths en Judy Mowatt (samen de I Threes) in de band op te nemen. Bovendien werd de naam veranderd in Bob Marley and the Wailers. Het eerste album in de nieuwe bezetting opgenomen, was het alom geprezen Natty Dread. Het nummer No Woman, No Cry van dit album zou hun eerste internationale hitsingle worden. Met nieuwe energie en een opeenvolging van internationale tours tilde Bob de reggaestijl naar internationaal niveau. In 1976 was er een heuse reggae-mania in de Verenigde Staten en Bob Marley & The Wailers werden door Rolling Stone Magazine uitgeroepen tot "band van het jaar". Op 13 juni 1976 trad de band voor het eerst op in Nederland in de Jaap Edenhal in Amsterdam. In 1978 gevolgd door een concert in Ahoy in Rotterdam.
In december 1976 werd een aanslag gepleegd op Marley en zijn familie. Schutters slopen het huis binnen en losten meerdere schoten op Bob. Hij werd geraakt in zijn buik en arm, maar was niet in levensgevaar. Hoewel hij volgens sommigen wist wie de daders waren heeft hij de politie niet ingelicht: dit zou volgens hem niets oplossen. De precieze omstandigheden rond deze aanslag zijn tot op heden onbekend, maar er wordt aangenomen dat het om een politiek geïnspireerde aanval ging. Met zijn deelname aan het Smile Jamaica concert, georganiseerd door de toenmalige eerste minister enkele dagen later, vonden bepaalde groeperingen dat Bob duidelijk een kant had gekozen.
Ondanks de aanslag en de opgelopen verwondingen besloot Bob toch deel te nemen aan het concert. Hij wilde de mensen laten zien dat 'politricks' hem niet konden tegenhouden. Hij had voor zichzelf echter besloten dat het beter zou zijn om Jamaica voor een tijdje te verlaten. Vrijwel onmiddellijk na het optreden nam hij het vliegtuig richting Londen.
Tijdens hun verblijf in Londen namen Bob en The Wailers de nummers op die op beide albums Exodus en Kaya kwamen. Enkele van deze nummers verwijzen duidelijk naar de moordaanslag.
Het album Exodus werd opnieuw een internationaal succes met de hitsingles Jamming, Waiting In Vain, One Love/People Get Ready en Three Little Birds.
Na bijna 16 maanden in het buitenland te hebben verbleven, speelde Bob in april 1978 -voor het eerst weer terug op Jamaica- op het One Love Peace Concert. Het was een concert om de wapenstilstand tussen de twee belangrijkste politieke groeperingen in Jamaica te onderstrepen. Vlak voor het einde van zijn optreden vroeg hij de politieke leiders Michael Manley van de People's National Party en Edward Seaga van de Jamaica Labour Party, die beiden uitgenodigd waren, op het toneel te komen. Daar liet hij de twee aartsvijanden elkaar de hand schudden met de boodschap: One Love. Later dat jaar kreeg Bob "the Peace Medal of the Third World" van de Verenigde Naties.
Een andere gebeurtenis waaraan door de rasta's een groot symbolisch belang werd gehecht was in 1977, toen Bob de ring werd overhandigd die afkomstig was van de Ethiopische keizer Haile Selassie, die in 1975 was gestorven.
In het najaar van 1978 begon Bob aan een droomproject van hem te werken: een eigen opnamestudio. Deze werd gebouwd op de benedenverdieping van zijn huis in 56 Hope Road in Kingston. De studio werd Tuff Gong Studio genoemd, naar Bobs bijnaam toen hij in Trenchtown woonde. Toen de studio af was, werd vrijwel onmiddellijk begonnen aan de opnames voor hun volgende plaat, Survival. Om dit album aan het publiek te tonen volgde in 1979 een uitgebreide tour door de VS. Survival was niet zo'n succes als Exodus, maar bevatte wel de kleine hit Africa Unite.

### Zijn laatste jaren
In 1977 had Bob Marley een wondje aan zijn teen. Hij nam aanvankelijk aan dat het om een voetbalblessure ging. Toen de wond niet herstelde, werd de diagnose melanoom (huidkanker) gesteld. Hij wilde de teen niet laten amputeren, omdat dat in strijd met zijn geloofsovertuiging was. De kanker sloeg vervolgens over naar zijn maag, en later naar zijn longen en zijn hersenen. In 1980 zakte hij tijdens het joggen in elkaar ten gevolge van een hersentumor. Volgens artsen had hij niet langer dan drie weken te leven. Bob stond er op verder te reizen naar zijn volgende concert. Zijn allerlaatste concert was op 23 september 1980 in Pittsburgh, VS, waarna hij te ziek was om nog verder op te treden.
Op 4 november 1980 bekeerde Marley zich terug tot het christendom en werd gedoopt door aartsbisschop Abuna Yesehaq van de Ethiopisch-orthodoxe Kerk in Kingston met de naam Berhane Selassie ("Licht van de Drie-eenheid") (naar de Rastafari-Messias Haile Selassie). Daarna ging hij voor behandeling naar het Duitse stadje Rottach-Egern. In mei 1981 besloot hij terug te vliegen naar Jamaica om daar te sterven, maar kwam niet verder dan Miami waar hij op 11 mei 1981 overleed. Hij stierf in het Cedars of Lebanon ziekenhuis in Miami (nu University of Miami Hospital) op 36-jarige leeftijd aan uitzaaiingen van een melanoom. Hij kreeg op 21 mei 1981 een staatsbegrafenis in Kingston, met gecombineerde elementen uit de Ethiopisch-orthodoxe traditie en rituelen van de Rastafari. Zijn lichaam werd bijgezet in een mausoleum in zijn geboortedorp.
In 1980 werd nog met succes de lp Uprising uitgebracht, met de hits Could You Be Loved en Redemption Song. In 1983 werd een studioalbum Confrontation uitgebracht, dat na Marleys dood nog niet helemaal af was en daarom werd aangevuld met oude, niet eerder uitgebrachte nummers. Marley had over de hele wereld een hit met het nummer Buffalo Soldier.
In 1984 werd het compilatiealbum Legend uitgebracht, dat al zijn hits bevat.

## Kinderen
Bob Marley had elf kinderen; drie met zijn vrouw Rita, een geadopteerde dochter uit een eerdere relatie van Rita en de rest bij verschillende vrouwen. In 1972 kreeg hij zelfs drie kinderen in één maand tijd (van verschillende vrouwen): Stephen (20 april), Robert (16 mei) en Rohan (19 mei).
Een aantal van Marleys kinderen werd ook reggae-zanger. Ziggy Marley is hiervan waarschijnlijk de bekendste, met hits als Tomorrow People, Look who's dancing en Kozmik. Ook Damian Marley had een aantal hits, waarvan de bekendste Welcome To Jamrock is. In 2011 speelde Damian Marley bij de band SuperHeavy en in 2012 had hij een grote hit samen met Skrillex. De moeder van Damian is Cindy Breakspeare, de Miss World van 1976.
De groep Ziggy Marley & The Melody Makers (actief van 1986 tot 2000) bestond ook uit kinderen van Marley.
Bob Marleys zoon Stephen heeft in 2007 zijn debuutalbum Mind Control uitgebracht waarvoor hij in 2008 en voor de akoestische versie ervan in 2010 een Grammy Award ontving. Ook Ky-Mani Marley ontving voor zijn album Many More Roads in 2002 een Grammy Award. Julian Marley kreeg in 2010 een Grammy Award voor zijn derde album Awake.

## Discografie

### Albums
| Album met eventuele hitnotering(en) in de Nederlandse Album Top 100 | Datum van verschijnen | Datum van binnenkomst | Hoogste positie | Aantal weken | Opmerkingen                     |
| ------------------------------------------------------------------- | --------------------- | --------------------- | --------------- | ------------ | ------------------------------- |
| The Wailing Wailers                                                 | 1965                  |                       |                 |              | als The Wailing Wailers         |
| Soul Rebels                                                         | december 1970         |                       |                 |              | als The Wailers                 |
| Soul Revolution                                                     | 1971                  |                       |                 |              | als The Wailers                 |
| The Best of The Wailers                                             | augustus 1971         |                       |                 |              | als The Wailers                 |
| Catch a Fire                                                        | 13-04-1973            |                       |                 |              | als The Wailers                 |
| African Herbsman                                                    | juli 1973             |                       |                 |              | met The Wailers / Verzamelalbum |
| Burnin'                                                             | 19-10-1973            |                       |                 |              | als The Wailers                 |
| Rasta Revolution                                                    | 1974                  |                       |                 |              | met The Wailers / Verzamelalbum |
| Natty Dread                                                         | 25-10-1974            |                       |                 |              | met The Wailers                 |
| Live!                                                               | 05-12-1975            | 23-10-1976            | 16              | 25           | met The Wailers / Livealbum     |
| Rastaman Vibration                                                  | 30-04-1976            | 26-06-1976            | 20              | 1            | met The Wailers                 |
| Exodus                                                              | 03-06-1977            | 28-05-1977            | 15              | 12           | met The Wailers                 |
| Kaya                                                                | 23-03-1978            | 25-03-1978            | 27              | 8            | met The Wailers                 |
| Babylon by Bus                                                      | 10-11-1978            | 16-12-1978            | 2               | 31           | met The Wailers / Livealbum     |
| Survival                                                            | 02-10-1979            | 27-10-1979            | 25              | 3            | met The Wailers                 |
| Uprising                                                            | 10-06-1980            | 28-06-1980            | 2               | 18           | met The Wailers                 |
| Postuum                                                             |                       |                       |                 |              |                                 |
| Chances are                                                         | oktober 1981          |                       |                 |              | met The Wailers / Verzamelalbum |
| Confrontation                                                       | 23-05-1983            | 04-06-1983            | 21              | 13           | met The Wailers                 |
| Legend                                                              | 08-05-1984            | 26-05-1984            | 1(4wk)          | 148*         | met The Wailers / Verzamelalbum |
| Rebel Music                                                         | 1986                  |                       |                 |              | met The Wailers / Verzamelalbum |
| The Collection - Live                                               | 1987                  | 09-05-1987            | 29              | 14           | met The Wailers / Livealbum     |
| Talkin' Blues                                                       | 04-02-1991            |                       |                 |              | met The Wailers / Verzamelalbum |
| Songs of Freedom                                                    | 1992                  | 10-10-1992            | 36              | 11           | Verzamelalbum                   |
| Natural Mystic                                                      | 1995                  | 03-06-1995            | 24              | 17           | met The Wailers / Verzamelalbum |
| 21 Winners: The Best of Bob Marley and the Wailers                  | 14-08-1997            |                       |                 |              | met The Wailers / Verzamelalbum |
| Chant Down Babylon                                                  | 05-11-1999            | 27-11-1999            | 29              | 16           | Verzamelalbum                   |
| One Love: The Very Best of Bob Marley & The Wailers                 | 14-05-2001            | 26-05-2001            | 3               | 24           | met The Wailers / Verzamelalbum |
| Live at the Roxy                                                    | 24-06-2003            |                       |                 |              | met The Wailers / Livealbum     |
| Africa Unite: The Singles Collection                                | 07-11-2005            | 26-11-2005            | 66              | 11           | met The Wailers / Verzamelalbum |
| Marley                                                              | 13-04-2012            | 12-05-2012            | 21              | 7            | met The Wailers / Soundtrack    |

| Album met hitnotering(en) in de Vlaamse Ultratop 200 albums | Datum van verschijnen | Datum van binnenkomst | Hoogste positie | Aantal weken | Opmerkingen                               |
| ----------------------------------------------------------- | --------------------- | --------------------- | --------------- | ------------ | ----------------------------------------- |
| Natural Mystic                                              | 1995                  | 10-06-1995            | 18              | 6            | met The Wailers / Verzamelalbum           |
| Legend                                                      | 1984                  | 17-06-1995            | 14              | 162*         | met The Wailers / Verzamelalbum / Platina |
| One love: The Very Best of Bob Marley & The Wailers         | 2001                  | 26-05-2001            | 2               | 19           | met The Wailers / Verzamelalbum           |
| Marley                                                      | 2012                  | 26-05-2012            | 143             | 3            | met The Wailers / Soundtrack              |
| Les 50 plus belles chansons/The 50 greatest songs           | 2012                  | 25-08-2012            | 141             | 9            |                                           |

### Singles
| Single met eventuele hitnotering(en) in de Nederlandse Top 40 | Datum van verschijnen | Datum van binnenkomst | Hoogste positie | Aantal weken | Opmerkingen                                                                 |
| ------------------------------------------------------------- | --------------------- | --------------------- | --------------- | ------------ | --------------------------------------------------------------------------- |
| Get Up, Stand Up                                              | 1973                  | 17-11-1973            | 33              | 2            | met The Wailers / Alarmschijf                                               |
| No Woman, No Cry (Live '75)                                   | 1975                  | 18-10-1975            | 25              | 7            | met The Wailers / Nr. 23 in de Single Top 100                               |
| Exodus                                                        | 03-06-1977            | 25-06-1977            | tip9            | -            | met The Wailers                                                             |
| Stir it up                                                    | 1979                  | 17-03-1979            | 2               | 12           | met The Wailers / Nr. 4 in de Single Top 100                                |
| Is This Love                                                  | 1979                  | 28-07-1979            | tip4            | -            | met The Wailers / Nr. 39 in de Single Top 100                               |
| Could You Be Loved                                            | 13-06-1980            | 12-07-1980            | 2               | 11           | met The Wailers / Nr. 4 in de Single Top 100                                |
| Postuum                                                       |                       |                       |                 |              |                                                                             |
| One Love/People Get Ready                                     | 1984                  | 19-05-1984            | 2               | 13           | met The Wailers / Nr. 3 in de Single Top 100                                |
| Waiting In Vain                                               | 1984                  | 15-09-1984            | 32              | 4            | met The Wailers / Nr. 22 in de Single Top 100                               |
| Musical Lesson                                                | 1986                  | 01-03-1986            | tip10           | -            | als The Original Wailers                                                    |
| Jamming                                                       | 1992                  | -                     |                 |              | met The Wailers / Nr. 85 in de Single Top 100                               |
| Could You Be Loved                                            | 1991                  | 22-06-1991            | 30              | 3            | met The Wailers / Nr. 27 in de Single Top 100                               |
| Iron Lion Zion                                                | 1992                  | 03-10-1992            | 4               | 10           | Nr. 5 in de Single Top 100 / Alarmschijf                                    |
| Exodus                                                        | 1992                  | -                     |                 |              | met The Wailers / Nr. 45 in de Single Top 100                               |
| Sun Is Shining                                                | 13-09-1999            | 02-10-1999            | 7               | 12           | met Funkstar DeLuxe / Nr. 11 in de Single Top 100 / Dancesmash op Radio 538 |
| Turn Your Lights Down Low                                     | 15-11-1999            | 04-12-1999            | 5               | 13           | met Lauryn Hill / Nr. 5 in de Single Top 100 / Alarmschijf                  |
| Rainbow Country                                               | 18-11-2000            | 15-01-2000            | tip15           | -            | met Funkstar DeLuxe / Nr. 78 in de Single Top 100                           |
| Jammin' (Remix)                                               | 2000                  | 27-05-2000            | 31              | 3            | met MC Lyte / Nr. 54 in de Single Top 100 / Dancesmash op Radio 538         |
| Slogans                                                       | 2005                  | 05-11-2005            | tip18           | -            | met The Wailers                                                             |
| High Tide or Low Tide                                         | 08-08-2011            | -                     |                 |              | met The Wailers / Nr. 94 in de Single Top 100                               |
| Redemption song                                               | 2013                  | -                     |                 |              | met The Wailers / Nr. 89 in de Single Top 100                               |
| Is this love                                                  | 2016                  | -                     |                 |              | met LVNDSCAPE & Bolier / Nr. 94 in de Single Top 100                        |

| Single met hitnotering(en) in de Vlaamse Ultratop 50 | Datum van verschijnen | Datum van binnenkomst | Hoogste positie | Aantal weken | Opmerkingen                                      |
| ---------------------------------------------------- | --------------------- | --------------------- | --------------- | ------------ | ------------------------------------------------ |
| No Woman, No Cry (Live '75)                          | 1975                  | -                     |                 |              | met The Wailers / Nr. 26 in de Radio 2 Top 30    |
| Is This Love                                         | 1978                  | -                     |                 |              | met The Wailers / Nr. 19 in de Radio 2 Top 30    |
| Stir It Up                                           | 1979                  | -                     |                 |              | met The Wailers / Nr. 8 in de Radio 2 Top 30     |
| Could You Be Loved                                   | 1980                  | -                     |                 |              | met The Wailers / Nr. 3 in de Radio 2 Top 30     |
| Postuum                                              |                       |                       |                 |              |                                                  |
| One Love/People Get Ready                            | 1984                  | -                     |                 |              | met The Wailers / Nr. 6 in de Radio 2 Top 30     |
| Jamming                                              | 1987                  | -                     |                 |              | met The Wailers / Nr. 29 in de Radio 2 Top 30    |
| Iron Lion Zion                                       | 1992                  | -                     |                 |              | Nr. 6 in de Radio 2 Top 30                       |
| Exodus                                               | 1993                  | -                     |                 |              | met The Wailers / Nr. 21 in de Radio 2 Top 30    |
| Sun Is Shining                                       | 1999                  | 25-09-1999            | 7               | 13           | met Funkstar DeLuxe / Nr. 7 in de Radio 2 Top 30 |
| Turn Your Lights Down Low                            | 1999                  | 08-01-2000            | 24              | 11           | met Lauryn Hill / Nr. 24 in de Radio 2 Top 30    |

### NPO Radio 2 Top 2000
| Nummers met noteringen in de NPO Radio 2 Top 2000 | '99 | '00 | '01 | '02 | '03  | '04 | '05 | '06  | '07  | '08  | '09  | '10  | '11 | '12  | '13  | '14  | '15  | '16  | '17  | '18  | '19  | '20  | '21  | '22  | '23  | '24  |
| ------------------------------------------------- | --- | --- | --- | --- | ---- | --- | --- | ---- | ---- | ---- | ---- | ---- | --- | ---- | ---- | ---- | ---- | ---- | ---- | ---- | ---- | ---- | ---- | ---- | ---- | ---- |
| Buffalo Soldier                                   | -   | -   | -   | -   | -    | -   | -   | -    | -    | -    | -    | -    | -   | -    | -    | -    | -    | -    | -    | 1754 | 1914 | 1628 | 1840 | 1847 | -    | 1836 |
| Could You Be Loved                                | 522 | 735 | 557 | 709 | 1011 | 587 | 753 | 897  | 809  | 763  | 721  | 422  | 557 | 439  | 608  | 846  | 932  | 922  | 958  | 899  | 910  | 760  | 892  | 989  | 969  | 1209 |
| Get Up, Stand Up                                  | -   | -   | -   | -   | 971  | -   | -   | -    | -    | -    | 951  | 815  | 931 | 1072 | 1111 | 1703 | 1514 | 1669 | 1993 | -    | -    | -    | 1659 | -    | -    | -    |
| Is This Love                                      | -   | -   | -   | -   | -    | -   | -   | -    | -    | -    | -    | -    | -   | -    | -    | -    | -    | -    | -    | 1428 | 1360 | 1387 | 1611 | 1670 | 1621 | 1374 |
| Jamming                                           | -   | -   | -   | -   | -    | -   | -   | -    | -    | -    | -    | -    | -   | -    | -    | -    | -    | -    | -    | 1906 | -    | -    | -    | -    | -    | -    |
| No Woman, No Cry                                  | 39  | 63  | 92  | 93  | 75   | 70  | 93  | 113  | 79   | 86   | 106  | 54   | 79  | 141  | 156  | 233  | 270  | 223  | 257  | 269  | 339  | 352  | 336  | 431  | 472  | 630  |
| One Love/People Get Ready                         | -   | -   | -   | -   | -    | -   | -   | 1400 | 1154 | 1863 | 1172 | 1223 | 825 | 820  | 1117 | 1398 | 1200 | 1531 | 1628 | 1318 | 1369 | 1238 | 1520 | 1819 | 1884 | -    |
| Redemption Song                                   | -   | -   | -   | -   | -    | -   | -   | -    | -    | -    | -    | -    | -   | 1931 | 666  | 250  | 192  | 213  | 271  | 350  | 369  | 261  | 304  | 410  | 473  | 392  |
| Stir It Up                                        | 625 | -   | 768 | 666 | 595  | 392 | 588 | 661  | 611  | 578  | 641  | 554  | 644 | 721  | 764  | 1011 | 1223 | 1226 | 1355 | 1111 | 1181 | 1274 | 1244 | 1527 | 1524 | 1580 |

1. ↑  Een '-' betekent dat het nummer niet was genoteerd en een vetgedrukt getal geeft de hoogste notering van een nummer aan.

### Dvd's
| Muziek-dvd met eventuele hitnotering(en) in de Nederlandse Muziek Dvd Top 30 | Datum van verschijnen | Datum van binnenkomst | Hoogste positie | Aantal weken | Opmerkingen                                      |
| ---------------------------------------------------------------------------- | --------------------- | --------------------- | --------------- | ------------ | ------------------------------------------------ |
| The legend live at Santa Barbara County bowl                                 | 2003                  | 11-10-2003            | 20              | 4            |                                                  |
| Legend - The best of                                                         | 2004                  | 14-08-2004            | 20              | 4            | als Bob Marley and the Wailers                   |
| Live! at the rainbow                                                         | 2005                  | 19-02-2005            | 11              | 8            | als Bob Marley and the Wailers                   |
| Collector's edition                                                          | 2009                  | 07-02-2009            | 22              | 4            |                                                  |
| Germany 1980                                                                 | 2010                  | 28-08-2010            | 10              | 8            | als Bob Marley and the Wailers / met The I-Three |
| Uprising live!                                                               | 2014                  | 29-11-2014            | 8               | 33           |                                                  |

### Nummers voor een goed doel
- Get Up, Stand Up (Amnesty International)